# Mil Mi-24
Mil Mi-24 là một máy bay trực thăng vũ trang hạng nặng đồng thời có một chút khả năng chở quân bắt đầu hoạt động trong Không quân Xô viết từ năm 1976, sau này là tại các nước cộng hòa và hơn ba mươi quốc gia khác trên thế giới.
Tên hiệu NATO của nó là Hind và các biến thế được định danh với một chữ cái thêm nữa. Các phiên bản xuất khẩu Mi-25 và Mi-35 được biểu thị là Hind D và Hind E. Các phi công Xô viết gọi loại máy bay này là 'Letayushiy tank' (Xe tăng bay). Một tên hiệu thường gặp khác là 'Krokodil' (Cá sấu) — vì hình dạng ngụy trang và thân của nó.

## Đặc điểm
Thiết kế chủ chốt của máy bay này được lấy từ loại Mil Mi-8 "Hip", hai động cơ turbine trục (turboshaft) đặt trên đỉnh cung cấp năng lượng cho cánh quạt chính giữa thân và một cánh quạt đuôi ba cánh. Vị trí đặt động cơ khiến máy bay này có kiểu bố trí hai cửa hút gió rất khác biệt. Các phiên bản D và sau này có đặc điểm buồng lái hai người với một vòm kính buồng lái kiểu "phồng bọt đôi". Các đặc điểm khung sườn khác được lấy từ loại Mi-14 "Haze". Các mấu cứng treo vũ khí được bố trí trên hai cánh giữa thân (cũng giúp tăng lực nâng), mỗi cánh có ba mấu. Vũ khí trang bị tùy thuộc vào nhiệm vụ: chúng có thể đảm nhiệm hỗ trợ trên không, chống xe tăng, hay chiến đấu trên không. Thân máy bay được bọc thép và các phiến cánh quạt bằng titan có thể chống lực va chạm từ những viên đạn cỡ 12,7 mm. Buồng lái được tăng áp để bảo vệ đội bay trong trường hợp sử dụng vũ khí hạt nhân. Máy bay sử dụng bộ bánh đáp ba có thể thu vào.
Với mục tiêu thiết kế vừa là máy bay chiến đấu vừa là máy bay chở quân, Mi-24 vừa có khả năng tấn công mạnh lại vừa có khả năng chở quân, cứu thương.

## Lịch sử chiến đấu
- Chiến tranh Ogaden (1977-1978)

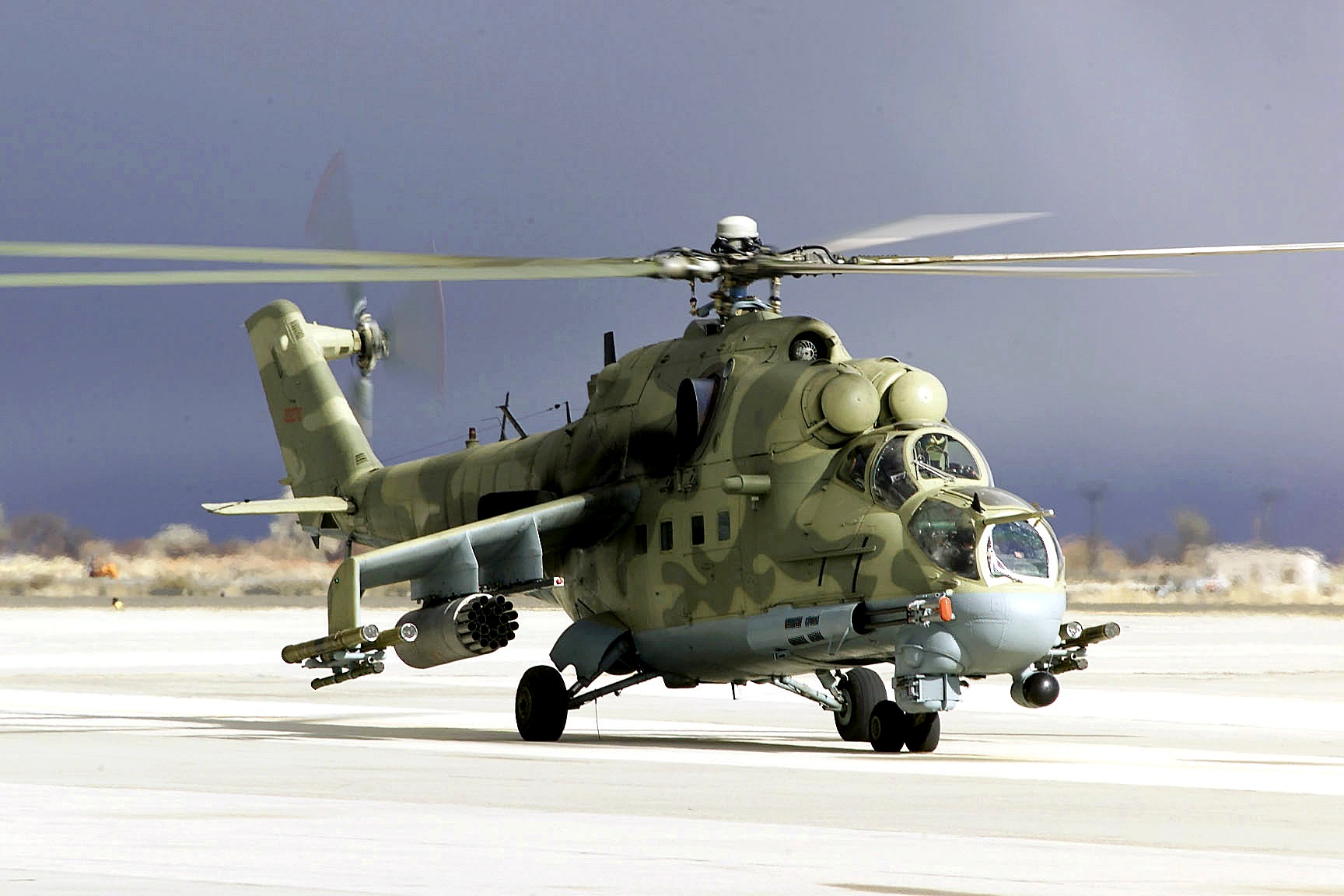
Mi-24P Hind-F của Hoa Kỳ

Mi-24 lần đầu tiên được sử dụng trong chiến đấu bởi các lực lượng Ethiopia trong Chiến tranh Ogaden chống lại quân đội Somali. Những chiếc máy bay trực thăng này đã đóng vai trò quan trọng trong chiến dịch không vận ồ ạt thiết bị chiến tranh từ Liên Xô, sau khi Liên bang Xô viết thay đổi lập trường cho tới cuối cuộc chiến năm 1977. Những chiếc máy bay này được sử dụng trong cả những cuộc tấn công trên không và mặt đất buộc các lực lượng Somali rút khỏi lãnh thổ Ethiopia vào đầu năm 1978.
- Chiến tranh Việt Nam-Campuchia (1978)

Loại Mi-24A đã được Không quân Nhân dân Việt Nam sử dụng nhiều trong cuộc chiến tranh này. Mi-24 đã tiêu diệt nhiều căn cứ và tiền đồn Khmer Đỏ cho tới tận năm 1986 khi các lực lượng Khmer Đỏ bị đẩy lùi tới biên giới Thái Lan.
- Chiến tranh Xô viết tại Afghanistan (1979-1989)

Loại máy bay này được quân đội Liên Xô sử dụng với tần suất cao ở Afghanistan, chủ yếu để không kích các chiến binh Mujahideen. Với những tên lửa tầm nhiệt Stinger của Hoa Kỳ viện trợ cho Mujahideen, trực thăng Mi-8 và Mi-24 đã trở thành các mục tiêu ưa thích của lực lượng phiến loạn.
Các máy bay trực thăng chiến đấu Hind cũng năm trong số 333 máy bay trực thăng bị rơi trong các chiến dịch quân sự tại Afghanistan. Buồng lái Mi-24 được bọc thép tốt và thậm chí có thể chống lại đạn 12,7 mm, nhưng cánh đuôi của Hind vẫn dễ bị hư hại vì không được bọc giáp ở khu vực này.
Khả năng tìm nhiệt của các loại tên lửa phòng không vác vai được sử dụng trong lực lượng Mujahideen cộng với việc Hind' xả quá nhiều khí nóng ngay dưới cánh quạt chính khiến loại máy bay này rất dễ bị trúng đạn. Sau này, điểm yếu đó đã được sửa chữa và một hệ thống cảnh báo tên lửa đã được lắp đặt trên toàn bộ các máy bay trực thăng Mi-4, Mi-8, và Mi-24 Xô viết giúp phi công có cơ hội gây nhiễu tên lửa hay lao xuống đất để lẩn tránh tên lửa.
Trong cuộc chiến tranh này, Hind đã chứng minh tính hiệu quả và tin cậy được cả các phi công Xô viết và lực lượng Mujahideen công nhận. Quân Mujahideen thường phải vội vã ẩn nấp khi thấy các pháo sáng chỉ điểm Xô viết xuất hiện. Tên hiệu của Mujahideen cho chiếc Mi-24 là "Cỗ xe của Ma quỷ" vì danh tiếng của nó. Một trong những lãnh đạo phiến loạn Afghanistan đã có câu nói nổi tiếng "Chúng tôi không sợ lính Xô viết. Chúng tôi sợ những chiếc trực thăng của họ."
Từ năm 1986, Mỹ đã viện trợ tên lửa Stinger cho du kích Afghanistan. Tính trong toàn bộ cuộc chiến, đã có 74 chiếc Mi-24 bị mất, trong đó 27 chiếc bị bắn hạ bởi Stinger trong thời gian từ 1986 đến 1988.
- Chiến tranh Iran-Iraq (1980-1988)

Hind cũng được sử dụng thường xuyên trong Quân đội Iraq trong cả cuộc chiến tranh với nước Iran láng giềng. Trang bị vũ khí hạng nặng của nó là yếu tố chủ chốt gây ra những thiệt hại to lớn cho các lực lượng mặt đất Iran. Trong cuộc chiến này đã xảy ra những cuộc không chiến trực thăng được xác nhận duy nhất trong lịch sử khi người Iraq sử dụng Mi-24 chống lại những chiếc AH-1J SeaCobra (do Hoa Kỳ viện trợ trước cuộc Cách mạng Iran) của Iran. Một chiếc Hind thậm chí đã bắn rơi 1 chiếc máy bay chiến đấu phản lực McDonnell Douglas F-4D Phantom của Iran vào ngày 26 tháng 10 năm 1982.
- Nội chiến Nicaragua (1980-1988)

Hind cũng được quân đội Sandinista sử dụng trong cuộc nội chiến ở thập kỷ 1980.
- Chiến tranh Lebanon (1982)

Năm 1982, quân đội Syria có hơn 50 chiếc Mi-24 Hind, một số đã được huy động để chống lại chiến dịch tấn công của Israel ở miền nam Lebanon vào tháng 6 năm 1982. Mặc dù cuộc xung đột đã không có kết quả tốt cho Syria, nhưng họ đã tỏ ra hài lòng về sự thể hiện của các trực thăng vũ trang của họ khi đã bắn cháy hàng chục xe tăng Israel mà không chịu thiệt hại nào. Mi-24 của Syria tiếp tục chiến đấu trong cuộc nội chiến Lebanon trong phần còn lại của thập niên 1980.
- Nội chiến Sri Lanka (1987-hiện tại)

Lực lượng gìn giữ hòa bình Ấn Độ (1987-1990) tại Sri Lanka đã sử dụng Hinds khi một biệt đội Không quân Ấn Độ được triển khai tại đó để hỗ trợ các lực lượng vũ trang Ấn Độ và Sri Lanka chống lại các nhóm chiến binh Tamil như Những con hổ giải phóng Tamil (LTTE). Mọi người tin rằng Ấn Độ đã giảm được đáng kể những tổn thất của mình nhờ sự hỗ trợ trên không từ những chiếc trực thăng chiến đấu Hind. Ấn Độ không mất chiếc Hind nào trong cuộc chiến, bởi quân LTTE không có vũ khí tiêu diệt được chúng ở thời điểm đó.
Từ ngày 14 tháng 11 năm 1995 tới nay, Không quân Sri Lanka đã sử dụng nhiều chiếc Mi-24 trong cuộc chiến với LTTE. Hiện tại Không quân Sri Lanka sử dụng nhiều phiên bản Mi-24/-35P và Mi-24V/-35. Một số chiếc gần đây đã được nâng cấp với các hệ thống điện tử Israel. Vì LTTE đã được trang bị MANPAD, ít nhất ba chiếc trực thăng đã bị bắn hạ.
- Chiến tranh Vùng Vịnh (1991)

Hind đã được người Iraq triển khai nhiều trong cuộc xâm lược Kuwait của họ, tuy nhiên đa số chúng đã được Saddam Hussein cho rút về khi ông nhận thấy sự cần thiết của chúng trong việc bảo vệ chính quyền của mình sau cuộc chiến.
Sau này một số chiếc đã được gửi qua biên giới sang Iran, cùng với nhiều máy bay quân sự khác của Iraq với hy vọng chúng sẽ không bị phá hủy sau những cuộc không kích của Liên quân. Tuy nhiên, tương tự như số phận của nhiều loại máy bay Iraq khác, người Iran đã giữ chúng lại và sử dụng cho mục đích riêng của họ.
- Chiến tranh giành độc lập Croatia (thập niên 1990)

Lần đầu tiên xuất hiện tại Croatia năm 1993, 12 chiếc Mi-24 đã được quân đội Croatia sử dụng hiệu quả trong Chiến dịch Bão táp năm 1995 chống lại phe Serbia trong quân đội Nam Tư (JNA) cũ và các lực lượng bán du kích của quân đội Krajina.
- Chiến tranh Chechnya lần thứ nhất và và lần thứ hai tại Chechnya (thập niên 1990-thập niên 2000)

Trong cả hai cuộc chiến tại nước cộng hoà Chechnya thuộc Nga, bắt đầu năm 1994 và 1999, nhiều chiếc Mi-24 đã được các lực lượng vũ trang Nga sử dụng. Trong cuộc chiến lần 1, tương tự như tại Afghanistan, Mi-24 khó chống lại các chiến thuật du kích của quân phiến loạn. Hàng chục chiếc được cho là đã bị bắn rơi hay lao xuống đất trong các chiến dịch quân sự. Một lý do khác gây ra thiệt hại lớn đó là công tác bảo dưỡng yếu kém với những chiếc trực thăng đã cao tuổi này. Trong cuộc chiến lần 2, việc chuẩn bị kỹ lưỡng hơn đã giảm tổn thất xuống mức tối thiểu.
- Chiến tranh Kosovo

Các lực lượng đặc biệt của cảnh sát Serbia (JSO) đã sử dụng 2 chiếc Mi-24 chống lại các lực lượng Quân đội giải phóng Kosovo (KLA).
- Nội chiến Sudan (1995-hiện nay)

Không quân Sudan đã mua sáu chiếc Mi-24 năm 1995 và sử dụng tại Miền nam Sudan và Núi Nuba tham chiến với SPLA. Ít nhất hai chiếc đã bị hư hỏng trong sử dụng chứ không phải trong chiến đấu, nhưng có lẽ đã được thay thế. Mười hai chiếc khác được mua năm 2001  và được sử dụng thường xuyên tại khu vực các giếng dầu ở Miền nam Sudan. Mi-24 cũng được triển khai tại Darfur trong giai đoạn 2004-2005.
- Nội chiến Sierra Leone (1991-2002)

Một và sau này là ba chiếc Mi-24V do lính đánh thuê Nam Phi sử dụng chống lại quân phiến loạn Mặt trận Cách mạng Thống nhất (RUF). Năm 1995, lính đánh thuê đã giúp đỡ đẩy lùi RUF khỏi thủ đô, Freetown.
- Xung đột Macedonia năm 2001 (tháng 2 năm 2001-tháng 8 năm 2001)

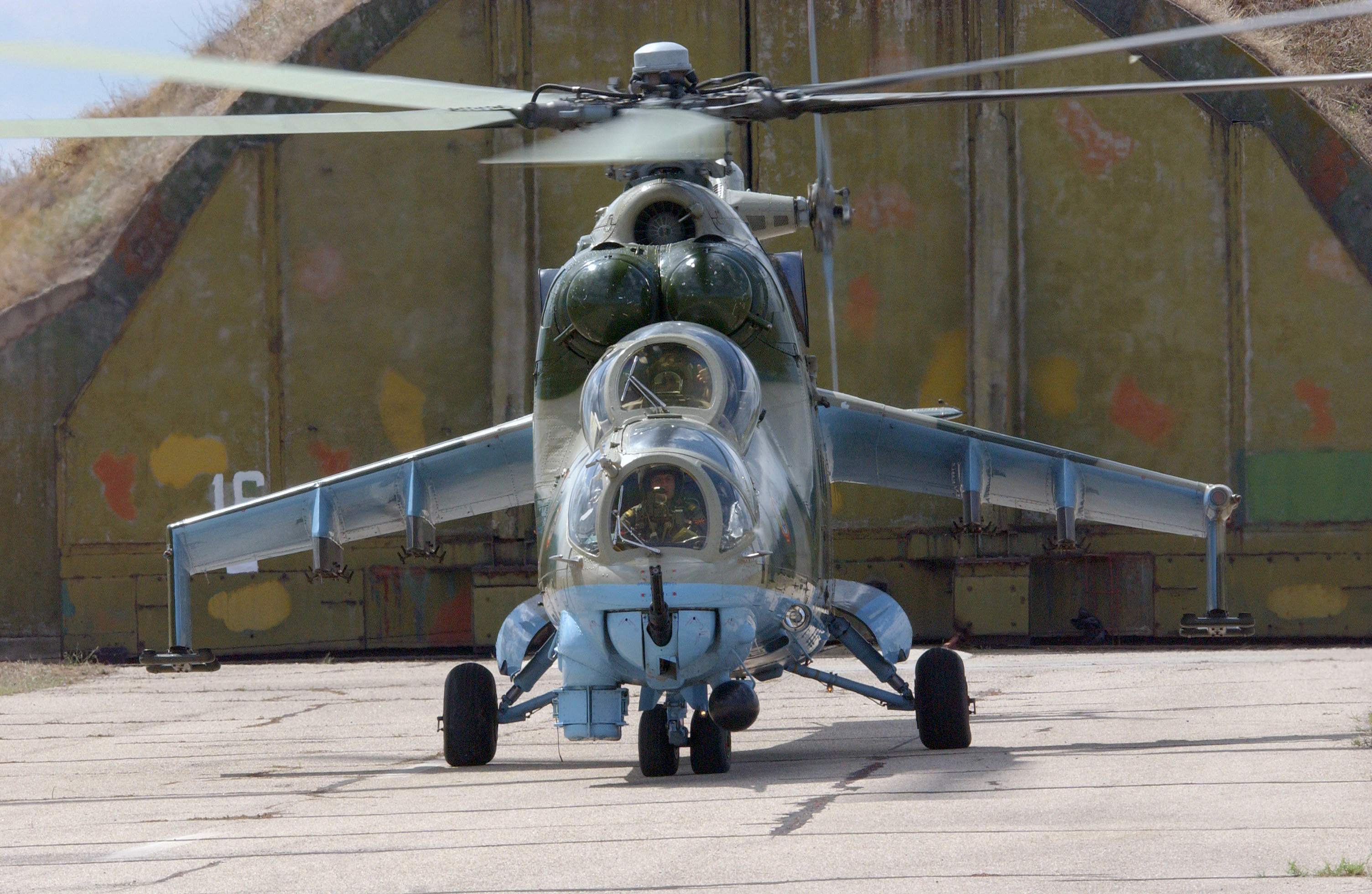
Mi-24V của Macedonia

Các lực lượng vũ trang Macedonia đã sử dụng những chiếc Mi-24V, được Ukraina cung cấp chống lại các chiến binh Albania.
- Nội chiến Ivoria (2002-2004)

5 chiếc Mil Mi-24 Hind do lính đánh thuê điều khiển hỗ trợ cho các lực lượng chính phủ. Sau này chúng đã bị Quân đội Pháp tiêu diệt trong vụ trả đũa cuộc tấn công vào một căn cứ Pháp gây thiệt mạng 9 binh sĩ.
- Chiến tranh Congo lần thứ hai (2003-hiện tại)

Lực lượng gìn giữ hoà bình Liên hiệp quốc đã triển khai các máy bay trực thăng Mi-25/-35 thuộc Không quân Ấn Độ để hỗ trợ cho sứ mệnh. Không quân Ấn Độ đã hoạt động trong khu vực từ năm 2003.
- Chiến tranh Iraq (tháng 3 năm 2003-hiện tại)

Đội quân Ba Lan tại Iraq đã sử dụng 6 chiếc Mi-24D từ tháng 12 năm 2004. Một chiếc trong số chúng đã đâm xuống đất ngày 18 tháng 7 năm 2006 trong một căn cứ không quân tại Al Diwaniyah. Có lẽ sau chiến dịch này Ba Lan sẽ chuyển giao số trực thăng trên cho Quân đội Iraq.
Phiến quân IS đã sử dụng tên lửa FN-6 của Trung Quốc để bắn hạ trực thăng Mi-35 Iraq do Nga sản xuất ở gần Bayji, tỉnh Salah al-Din, Iraq vào ngày 3/10/2014 bất kể những chiếc trực thăng này đều được lắp hệ thống đối phó hồng ngoại Adron KT-01 AVE Adros. Các phi công của Không quân Iraq chọn lộ trình bay quá đơn giản dọc theo các tuyến đường cố định, kiểu đường bay này rất dễ cho phiến quân dự đoán và phục kích trực thăng bằng tên lửa phòng không vác vai. Việc bắn hạ thành công Mi-35 của IS đã đặt ra những câu hỏi về các biện pháp đối phó của Nga được cài đặt trên loại trực thăng tấn công này.

### Không chiến

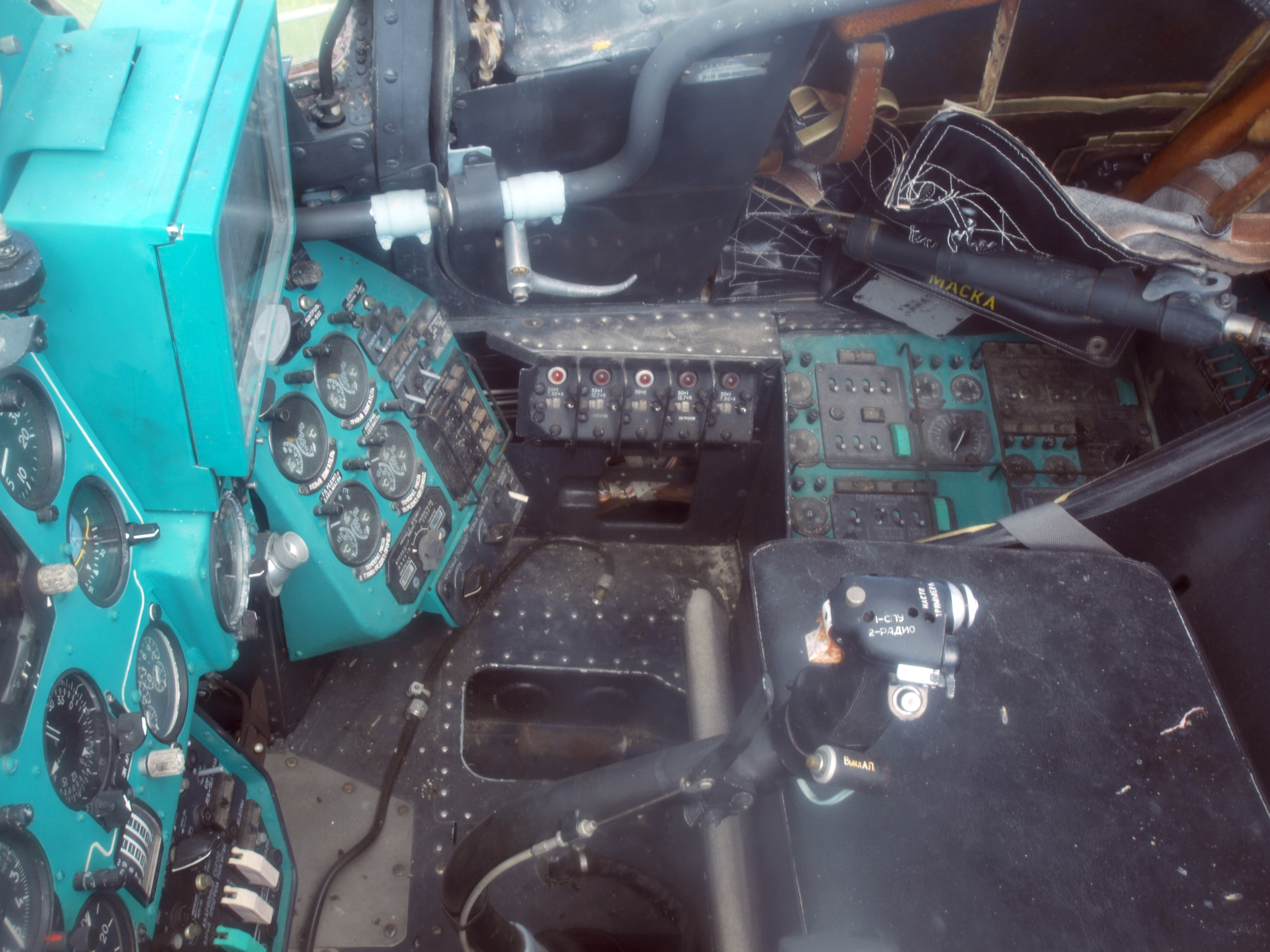
Buồng lái của Mi-24P

Tuy là trực thăng tấn công mặt đất, song Mi-24 cũng tham gia trong không chiến chống lại trực thăng và máy bay cánh cố định khác.
Trong Chiến tranh Iran-Iraq, lần đầu tiên đã diễn ra các trận không chiến giữa trực thăng, chủ yếu là giữa các trực thăng tiến công Mi-24 và АН-1 Cobra bằng tên lửa chống tăng có điều khiển. Vào tháng 11 năm 1980, 2 chiếc AH-1J tấn công 2 chiếc Mi-25 bằng tên lửa chống tăng dẫn đường BGM-71 TOW, tiêu diệt tại chỗ một chiếc Mi-25 và làm hư hại hặng chiếc còn lại. Ngày 24 tháng 4 năm 1981, hai chiếc Mi-25 tiếp tục bị bắn hạ bởi phía Iran. Một chiếc Mi-25 khác cũng bị F-14 Tomcat tiêu diệt.
Về phía Iraq, họ tuyên bố rằng các trực thăng Mi-25 của họ tiêu diệt một chiếc AH-1J SeaCobra của Iran bằng súng máy, tiêu diệt 3 chiếc AH-1J khác vào ngày 5 tháng 2 năm 1984 và thêm 3 chiếc nữa vào ngày 25 tháng 2 năm 1984 bằng tên lửa chống tăng AT-2 và đạn rocket S-5. Phía Iraq cũng cho rằng một chiếc Mi-24 của họ đã bắn rơi một chiếc máy bay tiêm kích siêu âm F-4 Phantom của Iran, tuy nhiên thông tin này không được Iran công nhận. Trong suốt cuộc chiến, Iraq tuyên bố Mi-24/25 của họ đã bắn hạ 10 chiếc AH-1 Cobra và 33 máy bay trực thăng các loại khác của Iran, chẳng hạn như Bell UH-1 Hueys, trong khi Iraq bị tổn thất 6 chiếc trực thăng tấn công.

## Biến thể
Từ khi bắt đầu được thiết kế năm 1968 tới chuyến bay thử đầu tiên của Hind chỉ kéo dài chưa tới mười tám tháng. Những mẫu đầu tiên được chuyển giao cho các lực lượng vũ trang đánh giá năm 1970. Mi-24A (Hind-B) thực sự gặp phải một số vấn đề - vận hành, các vấn đề về hệ thống kính ngắm và tầm quan sát hạn chế của phi công. Quá trình sửa đổi thiết kế đã cải tiến đáng kể những vấn đề trên. 
- V-24 (Hind) - Phiên bản trực thăng đầu tiên, gồm mười hai nguyên mẫu và một chiếc phát triển. Một mẫu đã được sửa đổi năm 1975 thành A-10 để thực nghiệm tốc độ cao (đạt tới 368 km/h).
- Mi-24 (Hind-A) - Một phiên bản ban đầu khác là một chiếc trực thăng vũ trang, có thể chở tám lính và ba thành viên đội bay. Nó cũng mang bốn thùng chứa rocket tại bốn mấu cứng dưới cánh, bốn tên lửa chống tăng 9M17 Falanga (AT-2 Swatter) dưới hai thanh treo cánh, bom rơi tự do cộng thêm hai súng máy 12,7mm lắp trên mũi. Mi-24 (Hind-A) là phiên bản sản xuất đầu tiên.
- Mi-24A (Hind-B) - Hind-A là phiên bản sản xuất thứ hai. Cả Mi-24 và Mi-24A đều bước vào phục vụ trong Không quân Xô viết năm 1973 hay 1974. Nó không được trang bị súng máy 12.7mm bốn nòng tại mũi.
- Mi-24U (Hind-C) - Phiên bản huấn luyện không trang bị vũ khí.

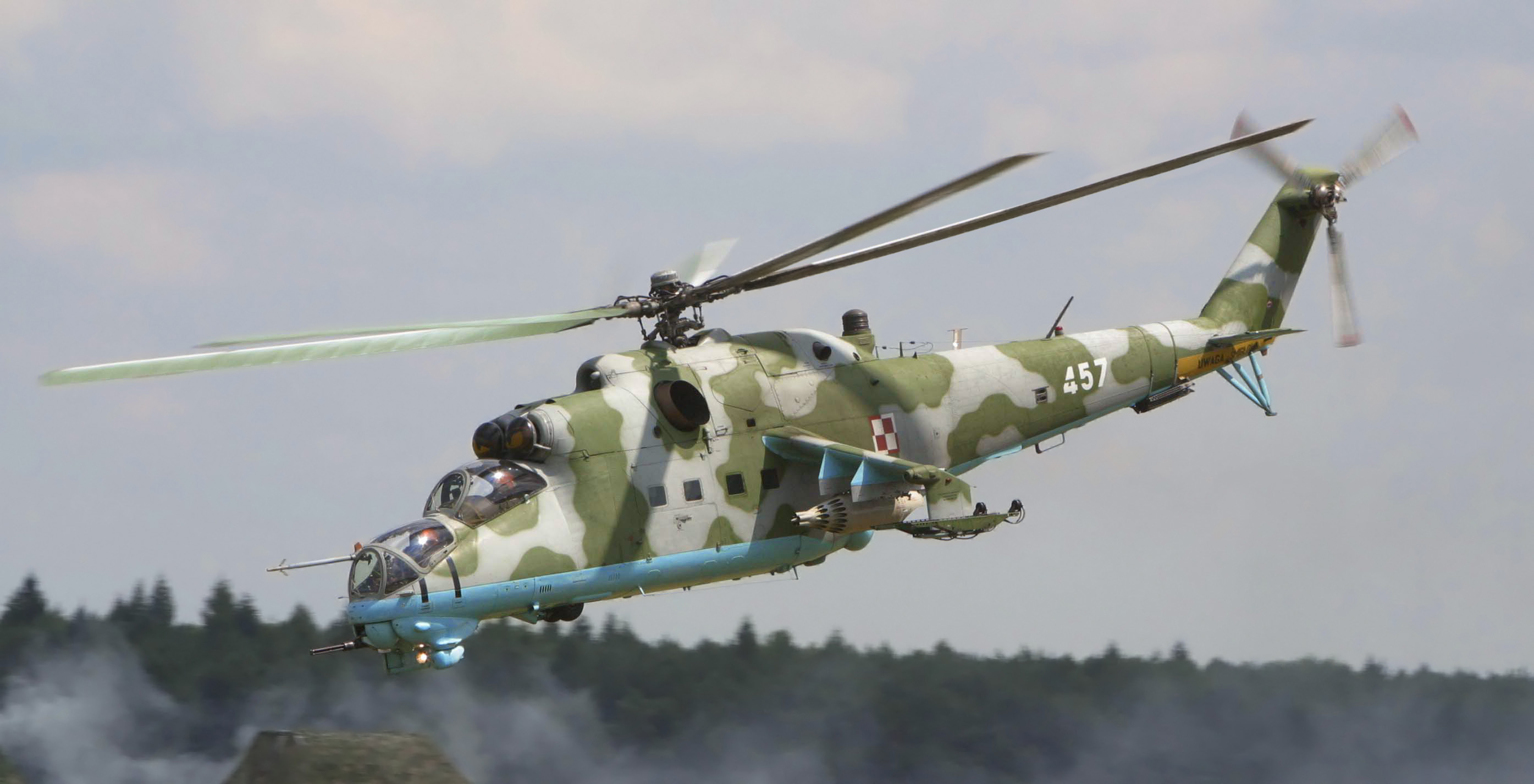
Mi-24D Hind-D của Ba Lan

- Mi-24D (Hind-D) - Phiên bản thường thấy nhất, một loại máy bay chiến đấu đúng nghĩa hơn so với những phiên bản trước, loại đầu tiên được trang bị các hệ thống điện tử cho tên lửa điều khiển chống tăng 9M17 Falanga (AT-2 Swatter). Mi-24D có phần thân trước được thiết kế lại, với hai buồng lái riêng biệt cho phi công và sĩ quan điều khiển vũ khí. Nó được trang bị một súng máy 12.7-mm bốn nòng phía mũi. Mi-24D có thể mang bốn thùng rocket, bốn tên lửa 9M17 Falanga (AT-2 Swatter) chống tăng cộng thêm bom và các loại vũ khí khác.
- Mi-24DU - Một số lượng nhỏ Mi-24D đã được chế tạo làm máy bay huấn luyện với hệ thống điều khiển kép.
- Mi-24V (Hind-E) - Phát triển sau này dẫn tới loại Mi-24V, lần đầu tiên xuất hiện đầu thập niên 1980. Nó được trang bị những tên lửa điều khiển chống tăng thế hệ mới hơn, như (9M114 Kokon, AT-6 Spiral) với những ống phóng. Mười hai tên lửa được treo trên sáu mấu cứng tại cánh.
- Mi-24P (Hind-F) - Phiên bản chiến đấu thay thế súng máy 12.7mm bằng pháo 30-mm.
- Mi-24RKR (Hind-G1) - Phiên bản trinh sát, được thiết kế để phát hiện bức xạ, sinh học và hóa học. Loại Mi-24RKR xuất hiện lần đầu tại Thảm họa Chernobyl năm 1986. Cũng được gọi là Mi-24R, Mi-24RR và Mi-24RKh (Rch).
- Mi-24K (Hind-G2): Trinh sát quân đội, trực thăng quan sát pháo binh.
- Mi-24VM - Mi-24V cải tiến với hệ thống điện tử hiện đại hơn cho hoạt động ban đêm, bộ phận đáp mới, cánh ngắn và nhẹ hơn, và những hệ thống vũ khí mới tương thích với các loại tên lửa Ataka, Shturm và Igla-V và một súng chính 23 mm. Bên trong cũng được cải tạo nhằm tăng tuổi thọ và tạo điều kiện bảo dưỡng dễ dàng hơn. Mi-24VM được cho là sẽ bước vào hoạt động năm 2015
- Mi-24PM - Mi-24P cải tiến sử dụng các công nghệ như Mi-24VM.
- Mi-24PN - Quân đội Nga đã chọn phiên bản Mi-24 cải tiến này làm máy bay trực thăng tấn công của họ. Phiên bản PN có một TV và một cameraFLIR nằm trong một vòm tròn phía trước. Những thay đổi khác gồm cánh quạt chính và đuôi từ Mi-28 và bánh đáp cố định. Quân đội Nga đã nhận 14 chiếc Mi-24PN năm 2004 và có kế hoạch nâng cấp toàn bộ Mi-24 của họ.[23]

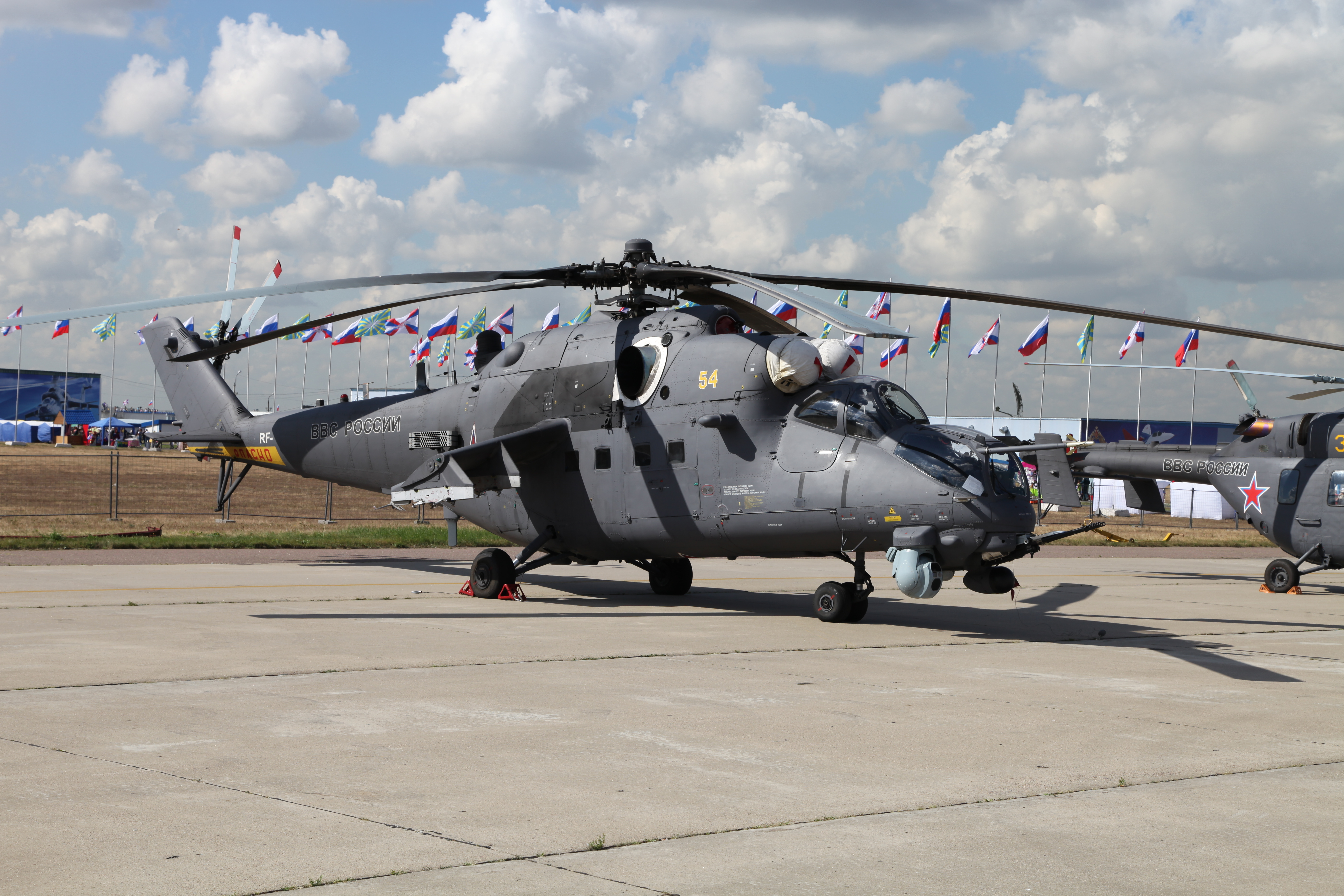
Mi-35 trong lễ kỷ niệm 100 năm lực lượng không quân Nga

- Mi-24PS: Phiên bản cảnh sát dân sự hay bán quân sự.
- Mi-24E: Phiên bản nghiên cứu môi trường.
- Mi-25 - Phiên bản xuất khẩu của Mi-24D.
- Mi-35 - Phiên bản xuất khẩu của Mi-24V.
- Mi-24W: Tên định danh Ba Lan cho loại Mi-24V.
- Mi-35P - Phiên bản xuất khẩu của Mi-24P.
- Mi-35U - Phiên bản huấn luyện không trang bị vũ khí của Mi-35.
- Mi-24 SuperHind Mk II - Với những hệ thống điện tử phương Tây do công ty Advanced Technologies and Engineering (ATE) của Nam Phi chế tạo.[24]
- Mi-24 SuperHind Mk III/IV - Phiên bản cải tiến của Mi-24 với các vũ khí, hệ thống điện tử và phản công điện tử.[25]

## Quốc gia sử dụng

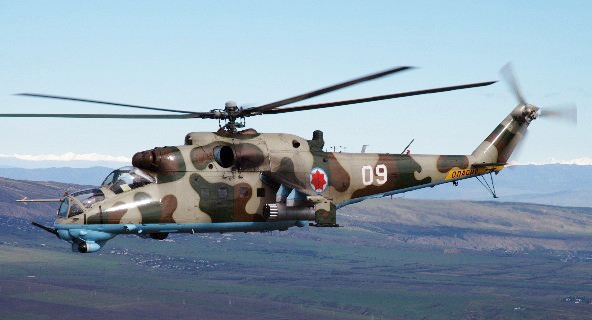
Mi-24 thuộc Không quân Grudia

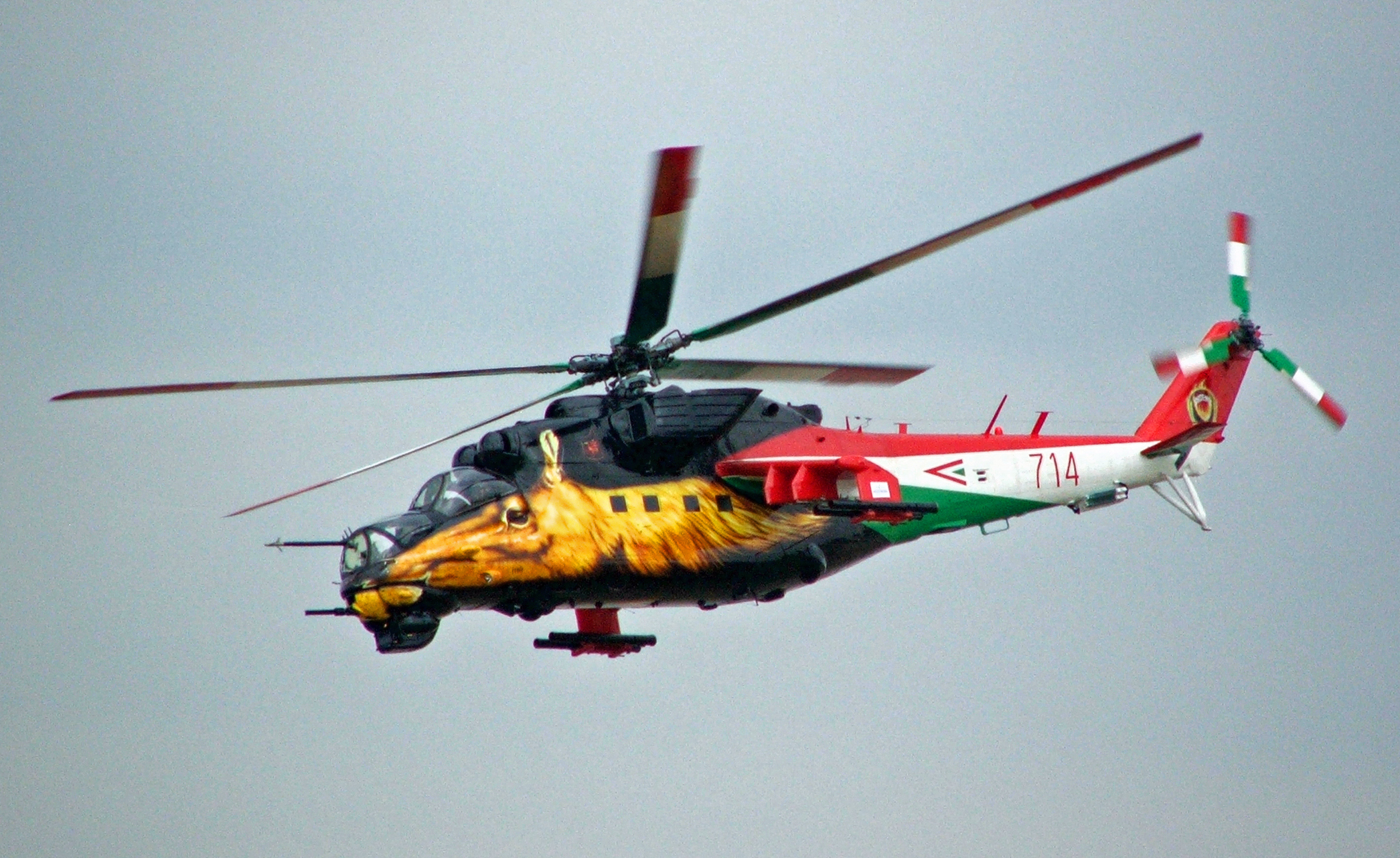
Mi-24 của Hungaria

Mi-35 Hind Akbar của Không quân Ấn Độ

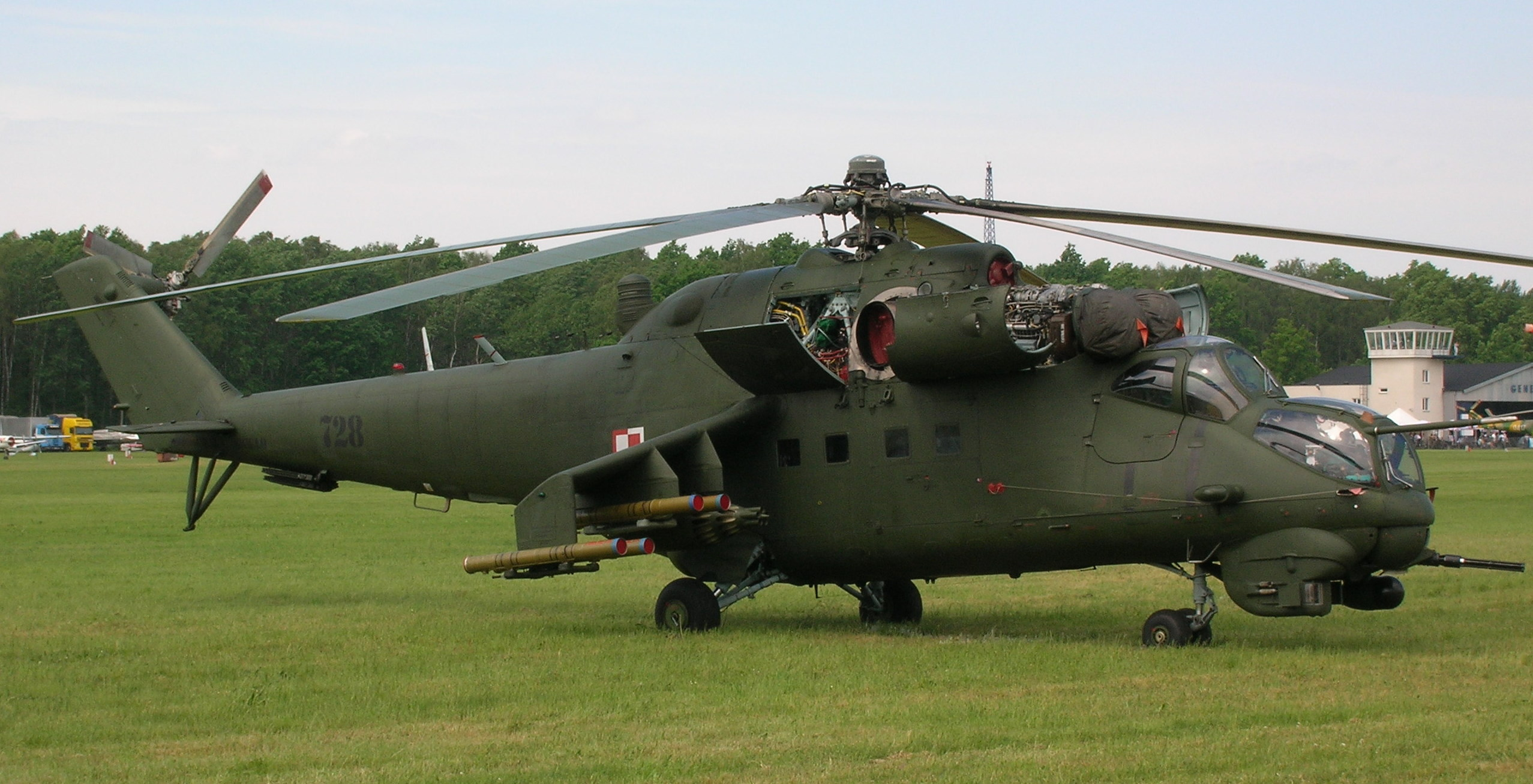
Mi-24W (V) của Lục quân Ba Lan

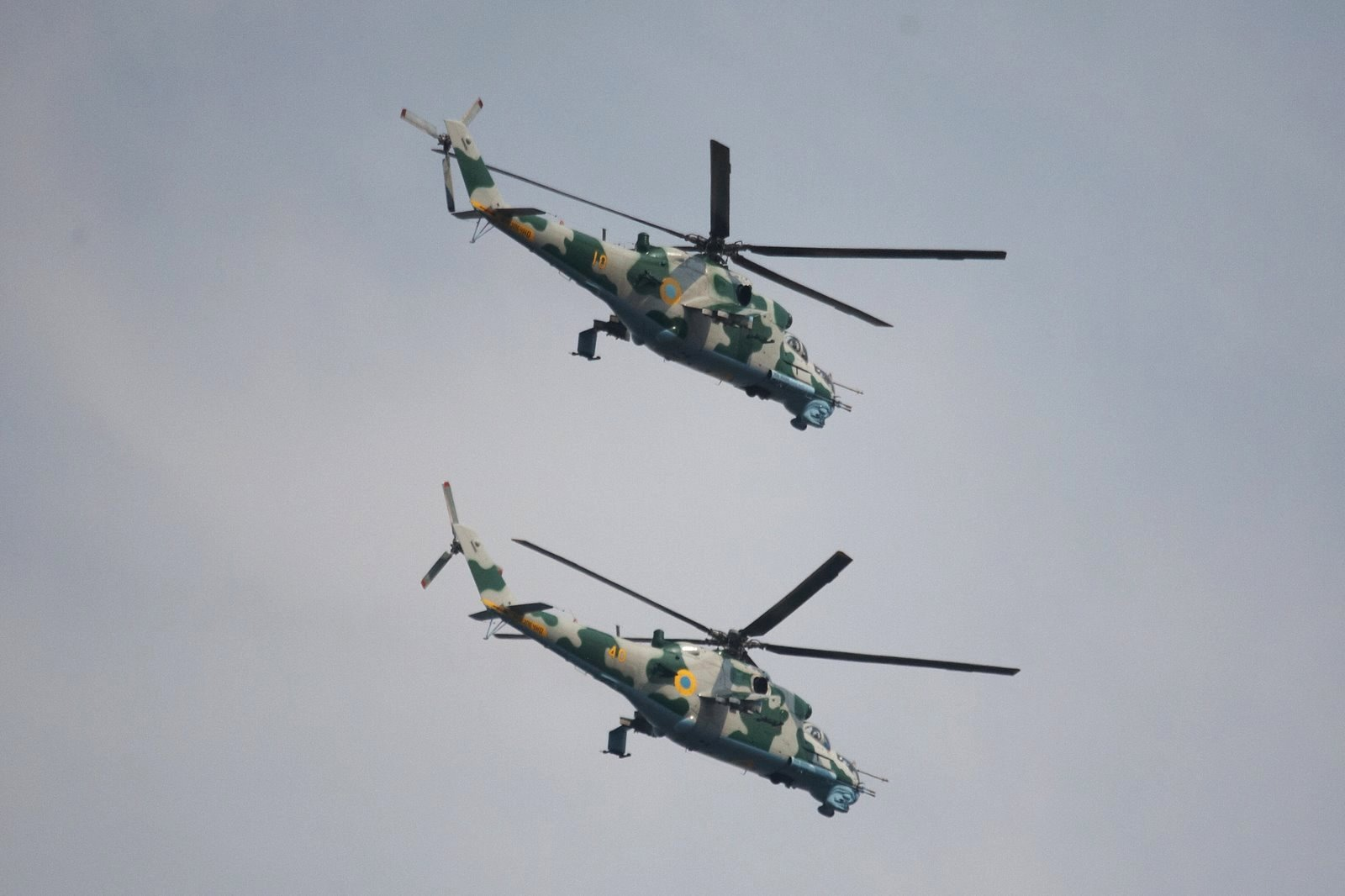
Mil Mi-24 của Ukraina

Afghanistan
- Không quân Afghan[26]

 Algérie
- Không quân Algeria[26]

 Angola
- Lực lượng không quân Angola[26]

 Armenia
- Không quân Armenia[26]

 Azerbaijan
- Không quân Azerbaijan[26]

 Belarus
- Không quân Belarus[26]

 Brasil
- Không quân Brazil[26][27]

 Bulgaria
- Không quân Bulgaria[28]

 Burundi
- Không quân Lục quân Burundi[26]

 Burkina Faso
- Không quân Burkina Faso[26]

 Chad
- Không quân Chad[26]

 Congo
- Không quân Congo[26]

 Cộng hòa Dân chủ Congo
- Không quân Cộng hòa dân chủ Congo[26]

 Cuba
- Không quân Cuba[26]

 Cyprus
- Không quân Cyprus[26]

 Séc
- Không quân Séc[26]

 Djibouti
- Không quân Djibouti[26]

 Equatorial Guinea
- Quân đội Equatorial Guinea[26]

 Eritrea
- Không quân Eritrea[26]

 Ethiopia
- Không quân Ethiopia[26]

 Georgia
- Không quân Grudia[26]

 Guinea
- Quân đội Guinea[26]

 Hungary
- Không quân Hungaria[26]

 India
- Không quân Ấn Độ[26]

 Indonesia
- Lục quân Indonesia[26][29]

 Kazakhstan
- Quân đội Kazakhstan[26]

 Kyrgyzstan
- Quân đội Kyrgyzstan[26]

 Libya
- Không quân Libya Tự do[26]

 Macedonia
- Không quân Macedonia[26]

 Mali
- Không quân Mali[30]

 Mongolia
- Không quân Mông Cổ[26]

 Mozambique
- Quân đội Mozambique[26]

 Myanmar
- Không quân Myanmar[26]

 Namibia
- Không quân Namibia[26]

 Niger
- Không quân Niger[26]

 Nigeria
- Không quân Nigeria[26]

 CHDCND Triều Tiên
- Không quân Bắc Triều Tiên[26]

 Pakistan
- Không quân Pakistan[31]

 Perú
- Không quân Peru[26]

 Ba Lan
- Không quân Ban Lan[26]
- Lục quân Ba Lan[26]

 Nga
- Không quân Nga[26]

 Rwanda
- Quân đội Rwanda[26]

 Senegal
- Không quân Senegal[26]

 Sierra Leone
- Không quân Sierra Leone[26]

 Sri Lanka
- Không quân Sri Lanka[26]

 Sudan
- Không quân Sudan[26]

 Syria
- Không quân Syria[26]

 Tajikistan
- Quân đội Tajikistan[26]

 Turkmenistan
- Quân đội Turkmenistan[26]

 Uganda
- Không quân Ugandan[26]

 Ukraina
- Lục quân Ukraina[26]

 Hoa Kỳ
- Lục quân Hoa Kỳ[26]

 Uzbekistan
- Quân đội Uzbekistan[26]

 Venezuela
- Lục quân Venezuela[26][32]

 Yemen
- Không quân Yemen[26]

 Zimbabwe
- Không quân Zimbabwe[26]

### Từng sử dụng
Czechoslovakia
- Không quân Tiệp Khắc[33][34]

 East Germany
- Không quân Đông Đức[35][36]

 Đức
- Lục quân Đức[37][38]

 Iraq
- Không quân Iraq[26][39]

 Nicaragua
- Fuerza Aérea Sandinista[37][40]

 Slovakia
- Không quân Slovakia[41][42]

 Soviet Union
- Không quân Liên Xô[43][44]

 Việt Nam

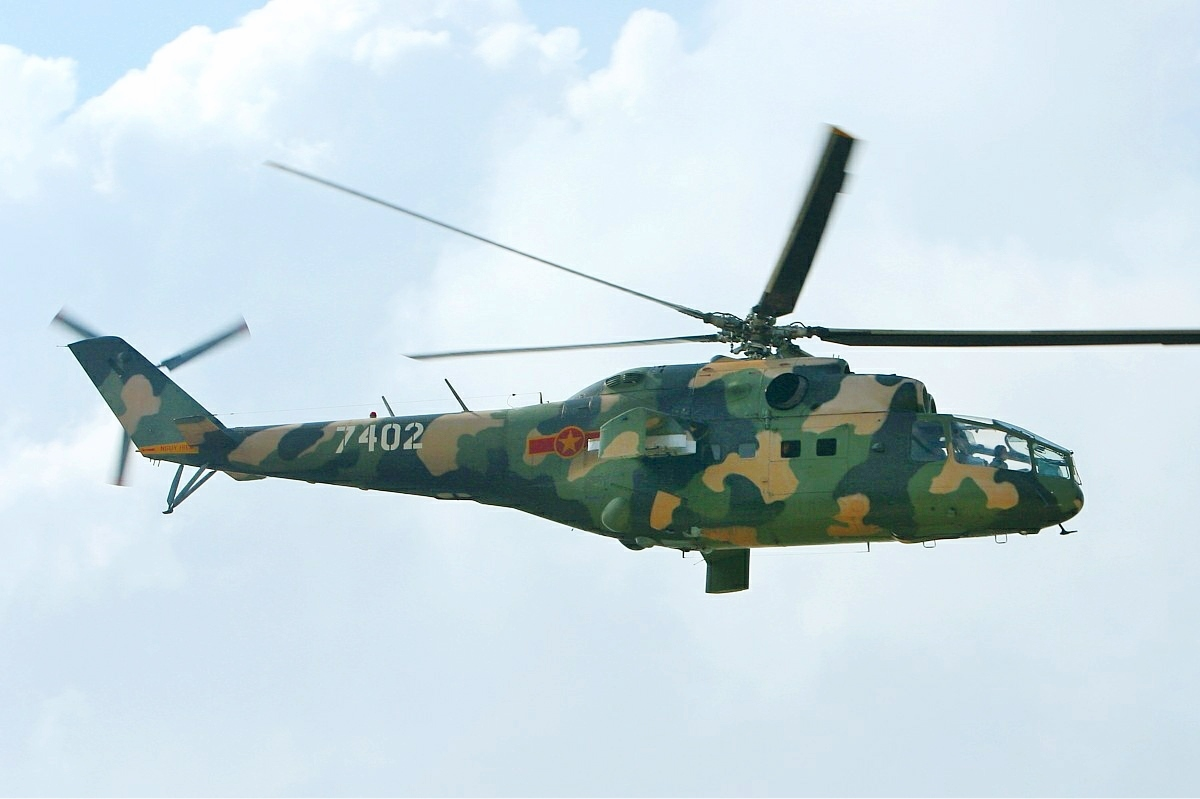
Mi-24A thuộc Không quân nhân dân Việt Nam

- Không quân nhân dân Việt Nam từng sử dụng Mi-24A (Mi-24 đời đầu)[26] (đã loại biên do hết niên hạn sử dụng)

Từ năm 1978 khoảng 2.300 chiếc Hind đã được sản xuất, 600 chiếc cho xuất khẩu.

## Tính năng kỹ chiến thuật (Mi-24)
Dữ liệu lấy từ Indian-Military.org
Đặc điểm tổng quát
- Tổ lái: 2–3: phi công, sĩ quan hệ thống vũ khí và kỹ thuật viên pilot (tùy nhiệm vụ)
- Sức chuyên chở: 8 lính hoặc 4 cáng cứu thương hoặc 2400 kg (5.291 lb) hàng hóa
- Chiều dài: 17,5 m (57 ft 4 in)
- Đường kính rô-to: 17,3 m (56 ft 7 in)

- Chiều cao: 6,5 m (21 ft 3 in)
- Diện tích đĩa quay: 235 m² (2.530 ft²)
- Trọng lượng rỗng: 8.500 kg (18.740 lb)
- Trọng lượng cất cánh tối đa: 12.000 kg (26.500 lb)
- Động cơ: 2 × Isotov TV3-117 kiểu turbine, 1.600 kW (2.200 hp)  mỗi chiếc

 Hiệu suất bay 
- Vận tốc cực đại: 335 km/h (208 mph)
- Tầm bay: 450 km (280 dặm)
- Trần bay: 4.500 m (14.750 ft)

Vũ khí
Vũ khí gắn trong
- buồng hoa tiêu

- Pháo 12,7m gồm:
  - Pháo 4 nòng Yak-B

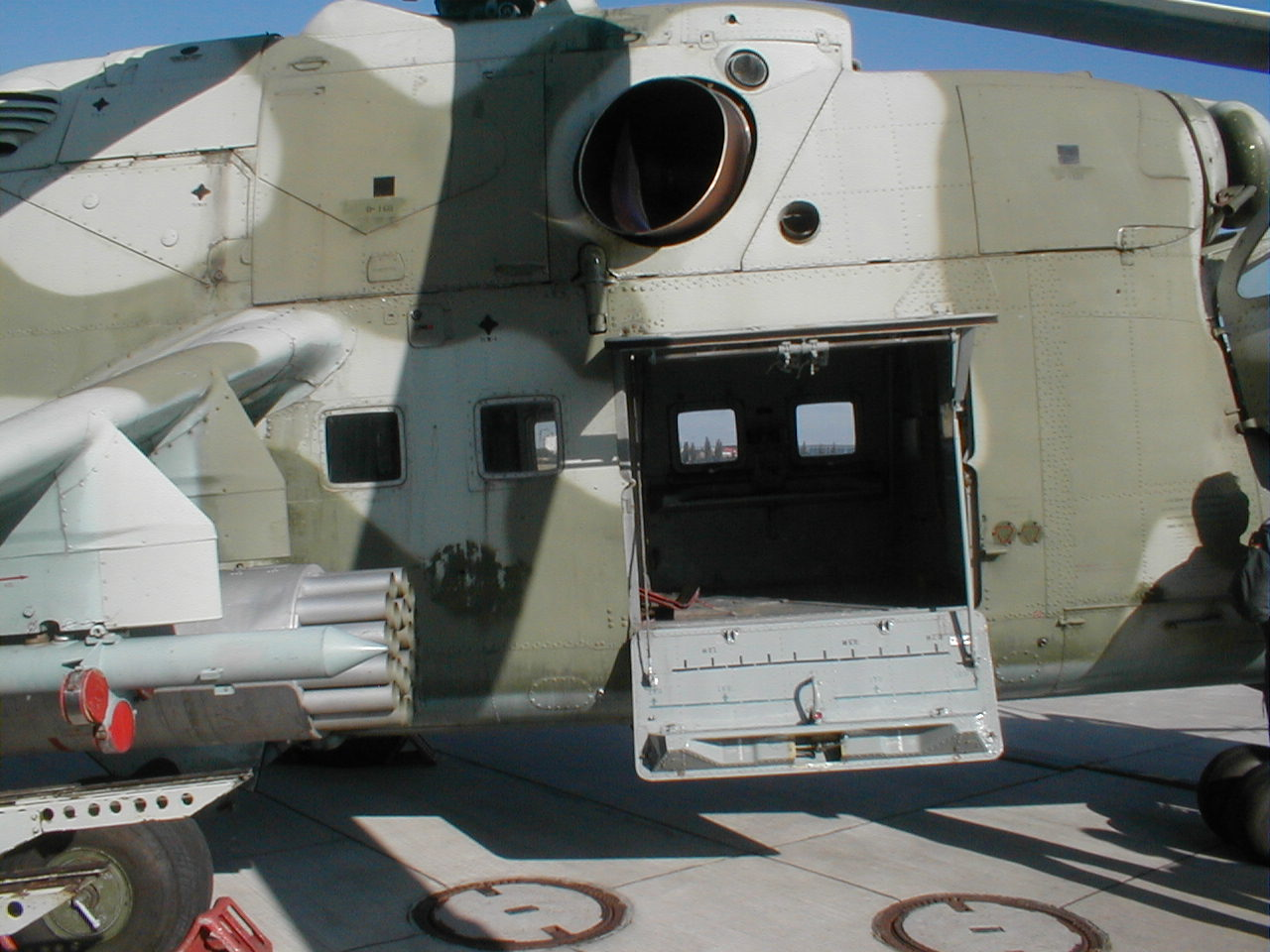
Cửa cabin

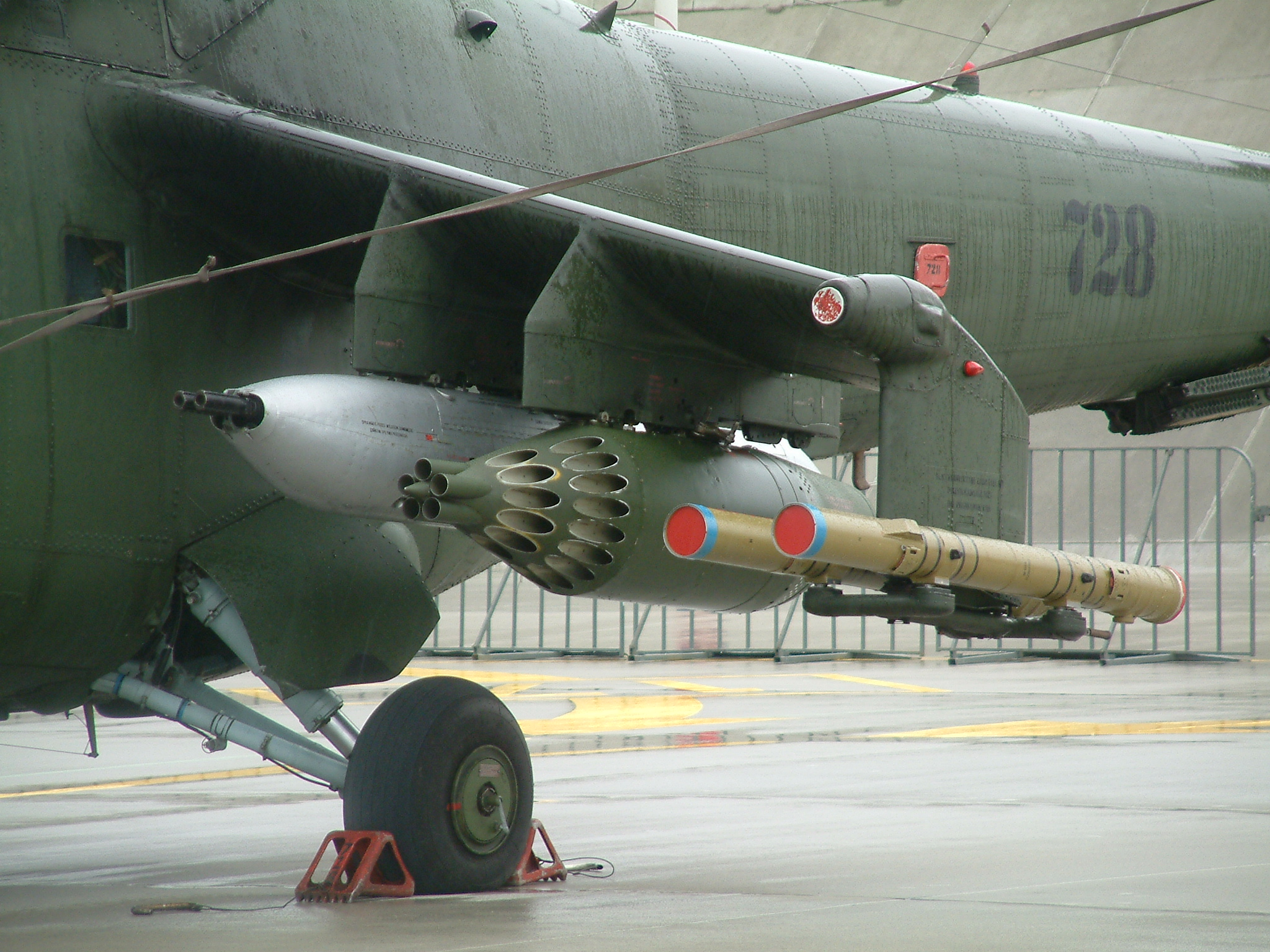
Cấu hình vũ khí mang theo của Mi-24W

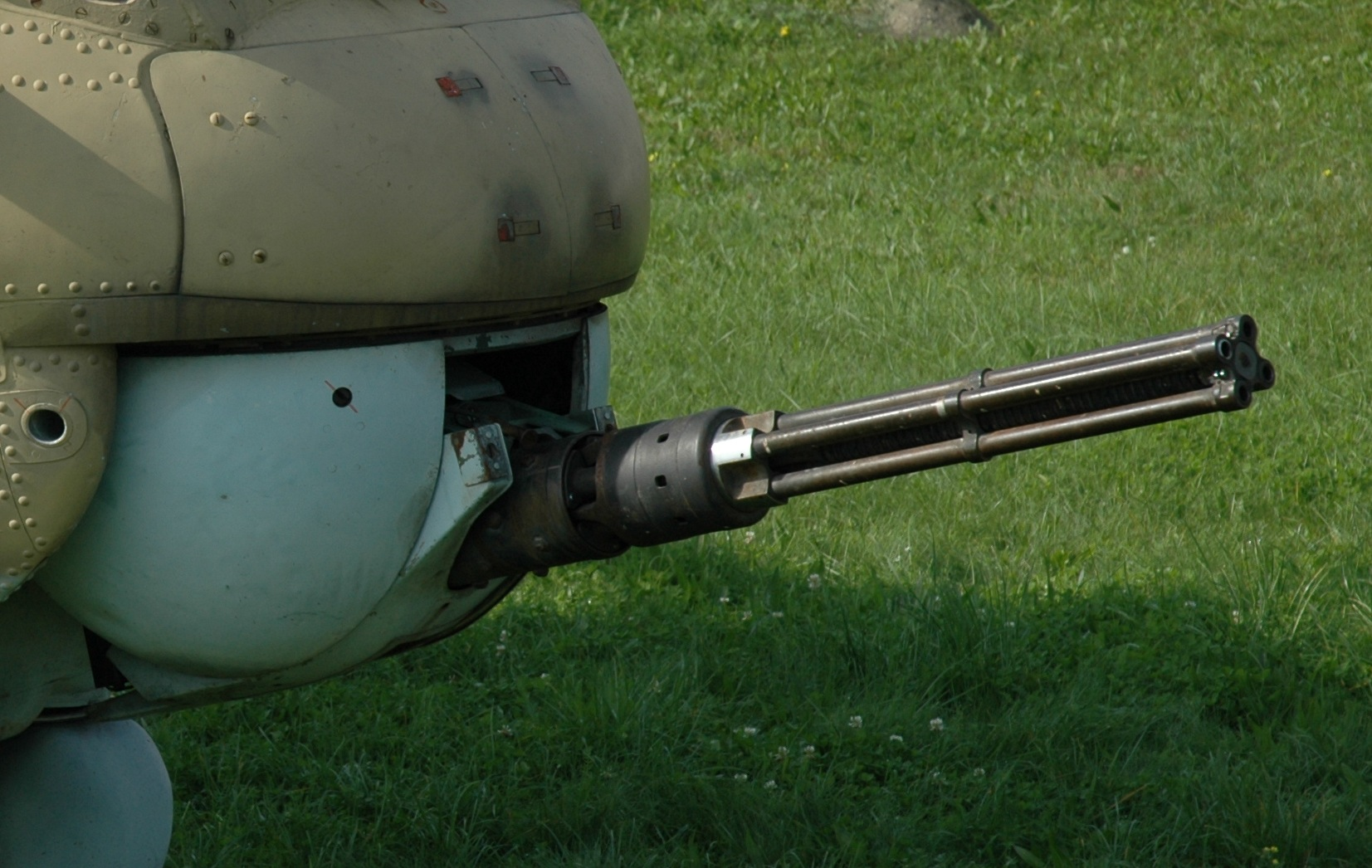
Súng máy Yakushev-Borzov YakB-12.7

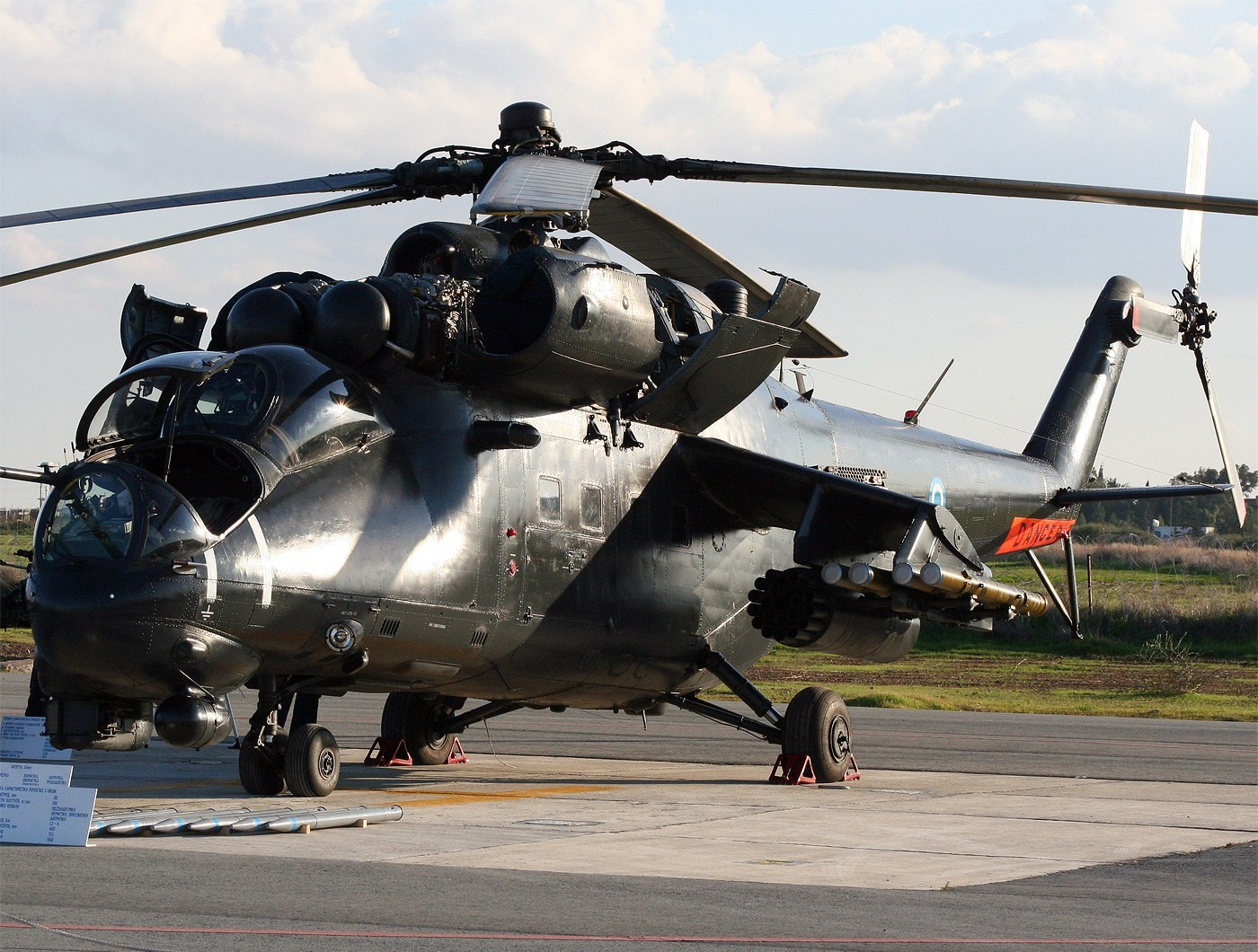
Mi-35

  - Pháo 2 nòng GSh-23L (cho loại Mi-24VP/VM)

- Pháo GSh-30K nòng kép cố định cho Mi-24P. 750 viên đạn.

- cửa khoang vận tải:

- Súng máy PKB gắn cửa

Vũ khí gắn ngoài
- Tổng tải trọng là 1.500 kg.
- Giá treo trong có thể mang ít nhất 500 kg
- Giá treo ngoài có thể mang ít nhất 250 kg
- Giá treo đầu cánh chỉ có thể mang tổ hợp 9M17 Phalanga (Mi-24A-D) hoặc 9K114 Shturm (Mi-24V-F).

Bom
- Bom có thể mang tới 500 kg (có thể mang loại ZAB, FAB, RBK, ODAB).
- Giá treo MBD (có thể là MBD-4 với 4 × FAB-100)
- Thùng KGMU2V

Vũ khí đời đầu (sản phẩm tiêu chuẩn Mi-24D)
- Thùng súng GUV-8700 (với 1 khẩu 12,7 mm Yak-B + 1 khẩu GshG-7.62 mm ở bên trái và 1 khẩu 30 mm AGS-17 ở bên phải)
- Thiết bị phóng UB-32-57 cho rocket S-5
- rocket S-24 240 mm
- 9M17 Phalanga

Vũ khí thế hệ hai (Mi-24V, Mi-24P và Mi-24D nâng cấp)
- Thùng súng UPK-23-250 mang GSh-23L
- B-8V7 cho rocket S-8
- 9K114 Shturm

## Linh tinh
Những kỷ lục về tốc độ, tỷ lệ lên, và độ cao đạt được năm 1975 do một nữ phi công thiết lập.